# Burnet (Teksas)
Burnet je grad u američkoj saveznoj državi Teksas. Prema popisu stanovništva iz 2010. u njemu je živjelo 5.987 stanovnika.